# Desaparecimento das crianças Beaumont
Jane Nartare Beaumont (idade: 9; nascida a 10 de setembro de 1956), Arnna Kathleen Beaumont (idade: 7; nascida a 11 de novembro de 1958), e Grant Ellis Beaumont (idade: 4; nascida a 12 de julho de 1961) eram três irmãos conhecidos em conjunto como As Crianças Beaumont que desapareceram em Glenelg Beach perto de Adelaide, Austrália Meridional, no Dia da Austrália, 26 de janeiro de 1966.
O seu caso resultou numa das maiores investigações policiais na história criminal da Austrália e permanece um dos casos arquivados mais famosos do país. A grande atenção dada a este caso foi significativa na história criminal da Austrália, e o facto de o mistério do desaparecimento nunca ter sido explicado levou a que a história fosse regularmente revisitada pela imprensa. É também visto por vários comentadores sociais como um evento significativo para a evolução da sociedade australiana, com um grande número de pessoas a mudar a sua forma de supervisionar diariamente as suas crianças.

## História

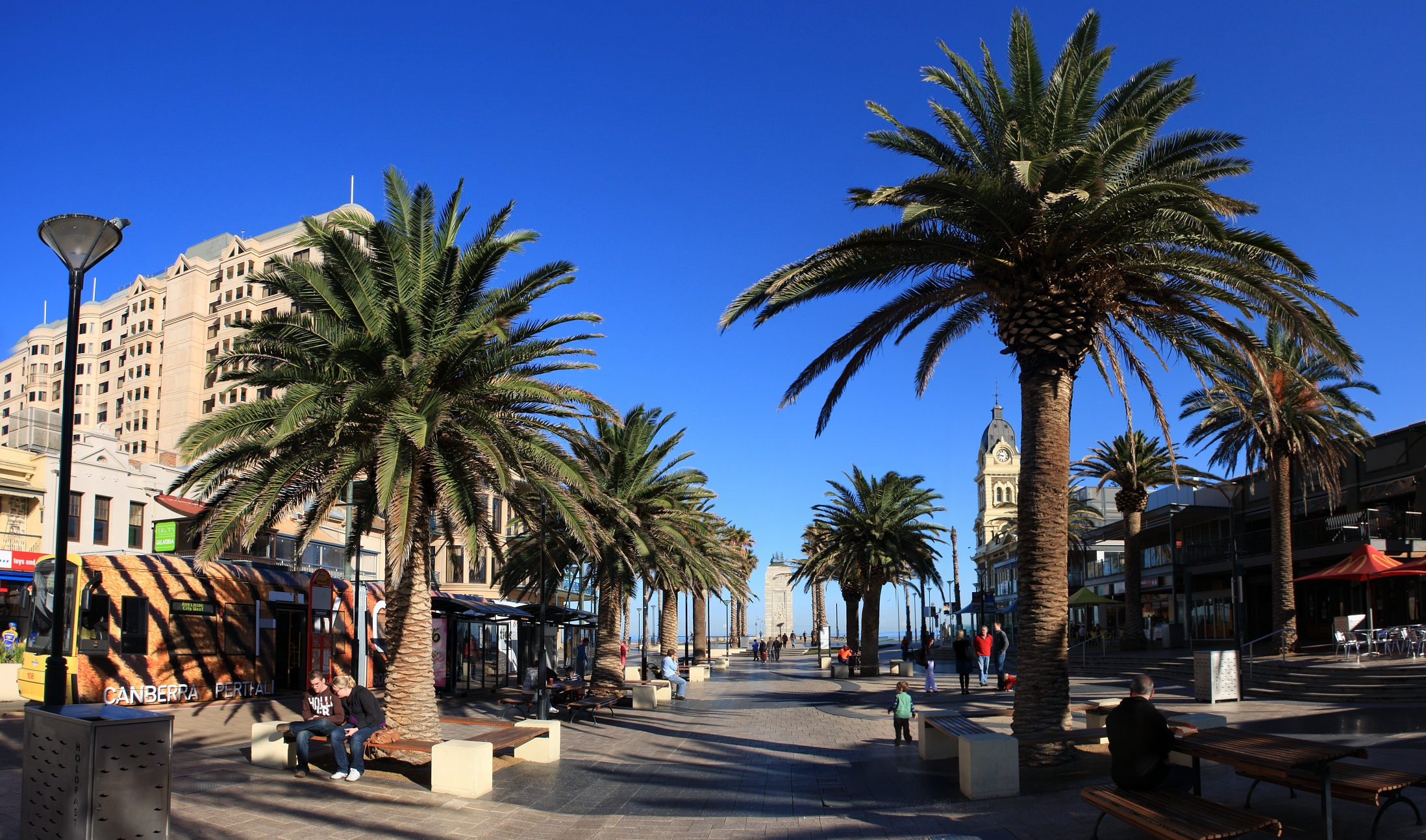
A praia dos subúrbios de Glenelg, onde as crianças Beaumont foram vistas pela última vez

As crianças viviam com os seus pais Jim e Nancy Beaumont em Harding Street, em Somerton Park, subúrbio de Adelaide. Não muito longe da sua casa era Glenelg, um resort de praia famoso, que as crianças costumavam visitar. No dia da Austrália, 26 de Janeiro de 1966, um dia quente de Verão, as crianças apanharam um autocarro para uma viagem de 5 minutos da sua casa para a praia; tinham feito uma viagem semelhante para a praia no dia anterior. Jane, a filha mais velha, era considerada responsável o suficiente para tomar conta dos irmãos mais novos, e os seus pais não estavam preocupados. Eles deixaram a casa às 10 da manhã e eram esperados de volta a casa às 2 da tarde. Os seus pais começaram a ficar preocupados quando eles não regressaram e chamaram a polícia às 7:30 da tarde.

## Investigação da polícia

### Crianças com um homem loiro alto
A polícia que investigou o caso encontrou várias testemunhas que tinham visto as crianças perto da praia na companhia de um homem alto loiro e cara magra com um aspeto bronzeado entre magro e atlético com cerca de 30 anos. As crianças estavam a brincar com ele e pareciam relaxadas e a divertirem-se. O homem e as crianças foram vistos a caminhar juntos como grupo para fora da praia algum tempo depois, o que a polícia estimou ser por volta das 12:15 da tarde. Um lojista disse que Jane Beaumont tinha comprado pastéis e uma torta de carne com uma nota de £1.
A polícia viu isto como prova que tinham estado com outra pessoa, por duas razões:
- O lojista conhecia as crianças bem de outras visitas e disseram que elas nunca tinham comprado uma torta de carne antes.
- A mãe das crianças tinha-lhes dado apenas moedas para a tarifa do autocarro e comida mas não lhes tinha dado uma nota de £1[10][11]. A polícia acredita que lhes foi dada por outra pessoa.

### Último avistamento confirmado e efeitos sociais
Por volta das 3 da tarde, as crianças foram vistas andando sozinhas, para fora da praia, ao longo da Jetty Road, na direção geral da sua casa. A testemunha, um carteiro, conhecia bem as crianças, e o seu testemunho foi dado como credível. Ele disse que as crianças estavam "a dar as mãos e a rir" na rua principal. A polícia não conseguiu determinar porque é que as crianças honestas, já uma hora atrasadas, estavam a brincar sozinhas e a parecerem pouco preocupadas. Este foi o último avistamento confirmado das crianças. Foi sugerido que o carteiro se tivesse enganado no tempo exato em que encontrou as crianças, e que na verdade as encontrou antes do meio dia.
O Sr e a Sra Beaumont descreveram as suas crianças, particularmente Jane, como tímida. Para que elas estivessem a brincar tão intimamente com um estranho parecia fora do normal. Os investigadores teorizaram que as crianças, possivelmente, tinham conhecido o homem durante a sua anterior visita ou visitas e ganharam confiança nele. Um pormenor observado em casa, que pareceu insignificante na altura, suporta esta teoria. Anna tinha dito à mãe que Jane tinha "um namorado na praia". A Sra Beaumont pensou que ela estivesse a falar de um amigo de brincadeira e não ligou mais até ao seu desaparecimento.
Vários meses depois uma mulher reportou que na noite do desaparecimento, um homem, acompanhado de duas moças e um rapaz, entrou numa casa da vizinhança que ela achava vazia. Mais tarde viu o rapaz a andar sozinho até um beco onde foi perseguido e agarrado rudemente pelo homem. Na manhã seguinte a casa parecia estar vazia novamente, e ela não viu nem o homem nem as crianças novamente. A polícia não conseguiu estabelecer porque é que ela não deu esta informação mais cedo.
Avistamentos das crianças foram reportados cerca de um ano depois do seu desaparecimento. O caso atraiu atenção na Austrália e acredita-se que fez uma grande mudança no estilo de vida das pessoas. Os pais começaram a acreditar que as suas crianças já não estavam seguras; as gerações anteriores tinham rotinamente deixados as suas crianças às mesmas liberdades das crianças Beaumont.

### Investigação psíquica
O caso também atraiu a atenção internacional. A 8 de Novembro de 1966, Gerard Croiset, um parapsicólogo e psíquico dos Países Baixos, foi trazido à Austrália, causando uma confusão nos media. A sua busca pelas crianças foi sem sucesso, com a sua história a mudar de dia para dia e a não dar pistas. Ele identificou um local num armazém perto da casa das crianças (e também perto da Escola Primária de Paringa Park onde andava Jane e Anna) onde acreditava que os corpos das crianças tinham sido enterrados. Na altura do seu desaparecimento tinha sido um edifício novo, e ele acreditava que os corpos deles estavam escondidos por baixo do cimento, dentro dos restos de um antigo forno de tijolos. Os donos da propriedade, que estavam relutantes em escavar com base numa declaração de um psíquico, rapidamente cederam à pressão do público depois da publicidade ter angariado $40,000 para que o edifício fosse demolido. Não havia restos, ou provas que ligasse a algum membro da família Beaumon. A polícia estabeleceu que entre as 3 crianças eles levavam 17 itens individuais, incluindo roupa, toalhas e malas, mas nenhum desses objetos foi encontrado.
Em 1996, o edifício identificado por Croiset foi parcialmente demolido e os donos permitiram uma busca total ao local. Novamente não havia rasto das crianças.

### Falsas cartas
Cerca de dois anos depois do seu desaparecimento, os pais Beaumont receberam 2 cartas supostamente escritas por Jane, e outra por um homem que dizia ter as crianças. Os envelopes mostravam um posto dos correios de Dandenong. As notas breves descreviam uma existência bastante agradável e referia-se ao "Homem" que a tinha. A polícia avreditou na altura que as cartas podiam muito bem ser autênticas depois de as comparar com outras escritas por Jane. A letra do "Homem" disse que se tinha apontado a si mesmo como "guardião" das crianças e que estava disposto a devolvê-las aos pais. Na carta mencionava um local de encontro.
O Sr e a Sra Beaumont, seguidos por um detetive, conduziram ao local designado mas ninguém apareceu. Foi algum tempo depois que uma segunda carta, também supostamente de Jane, chegou. Dizia que o homem estava disposto a devolvê-la mas quando se apercebeu que também lá estava um detetive disfarçado, achou que os Beaumont tinham traído a sua confiança e que iria continuar com as crianças. Não houve novas cartas. Cerca de 25 anos depois, novas análises forenses às cartas mostraram que havia uma evidência. A tecnologia das impressões digitais tinha melhorado e o autor foi identificado como um homem de 41 anos que era um adolescente na altura e tinha escrito as cartas por piada. Devido ao tempo que tinha passado, não foi acusado de nada.

### Desenvolvimentos posteriores
Em Novembro de 2013, uma fábrica em North Plympton foi escavada no seguimento de uma pista sobre as crianças Beaumont. Um radar de penetração no solo encontrou "uma pequena anomalia, que podia indicar movimentos ou objetos no solo", mas a escavação não encontrou evidências adicionais e a investigação no local foi fechada.

## Pais
Os Beaumont receberam muita simpatia do público australiano. Nunca foi sugerido publicamente que as crianças não deveriam ser autorizadas a viajar sem supervisão, ou que os seus pais foram negligentes, simplesmente porque na sociedade australiana da altura era dado por garantido que era seguro e aceitável.
Eles permaneceram na casa de Somerton Park durante muitos anos. A Sra Beaumont em particular ficou com esperança que as crianças voltassem e disse em entrevistas que seria "terrível" se as crianças voltassem para casa e não encontrassem os pais à espera deles. Depois de muitos anos, quando novos meios e teorias surgiram, os Beaumont cooperaram inteiramente explorando todas as possibilidades, fosse que as crianças tinha sido raptadas por um culto religioso e que viviam tanto na Nova Zelândia, como em Melbourne ou Tasmânia, fosse alguma pista que sugerisse um possível local de enterro das crianças. Todas as buscas pelos seus corpos falharam em dar mais pistas. Nos anos mais recentes, o casal vendeu a sua casa e mudou-se, e enquanto o caso permanece aberto, a Força Policial do Sul da Austrália continua informada da morada do casal. Os Beaumont divorciaram-se e vivem separados. Diz-se que aceitaram que a verdade pode nunca ser descoberta, e resolveram viver os seus últimos dias fora da atenção do público que os seguiu durante décadas. Ficaram devastados em 1990 quando os jornais publicaram fotografias digitais de como Jane, Arnna e Grant pareceriam enquanto adultos. As imagens, publicadas contra os seus desejos (Nancy Beaumont recusou-se a olhar para elas), causaram um movimento de simpatia do público de uma comunidade que ainda está sensível à sua dor.
Em setembro de 2019, a mãe das crianças Beaumont, Nancy, faleceu aos 92 anos de idade, infelizmente sem saber o desfecho do desaparecimento dos seus 3 filhos.

## Casos possivelmente relacionados
Em 1973, duas crianças, Joanne Ratcliffe (11 anos) e Kirste Gordon (4 anos) desapareceram de Adelaide Oval durante um jogo de futebol, e presumiu-se que tinham sido raptadas. Os pais de Joanne e a avó de Kirste tinham permitido que as duas raparigas deixassem o grupo para ir à casa de banho. Foram vistas várias vezes nos 90 minutos depois de deixarem as bancadas, aparentemente aflitas e na companhia de um homem desconhecido, mas desapareceram depois do último avistamento relatado. O desenho da polícia do homem visto pela última vez com as raparigas assemelha-se ao homem visto pela última vez com as crianças Beaumont. O desenho do suspeito das crianças Beaumont não é um retrato satisfatório, contudo.
Em 1979, o corpo de um jovem homem foi encontrado em Adelaide. Foi identificado como Neil Muir (25 anos). O seu corpo foi encontrado mutilado. Em 1982, o corpo mutilado de Mark Langley (18 anos) foi encontrado. Antes da sua morte, tinha sido sujeito a uma "cirurgia" - o seu abdómen tinha sido cortado e aberto, e tinha sido rapado antes disso. Parte do seu intestino tinha sido removido e Langley tinha morrido pela perda de sangue. Ao longo dos meses seguintes, mais corpos foram encontrados. O esqueleto desmembrado de Peter Stogneff (14 anos) foi encontrado quase um ano depois do seu desaparecimento e Alan Barnes (18 anos) foi encontrado mutilado de uma forma semelhante à de Langley. Uma quinta vítima, Richard Kelvin (15 anos), foi encontrada em 1983, novamente com as mesmas mutilações. Bevan Spencer von Einem foi condenado pelo homicídio de Kelvin em 1984 e foi condenado dos homicídios de Barnes e Langley em 1989. Contudo, a acusação foi forçada a entrar num nolle prosequi (permitidos a prosseguir) quando provas cruciais foram dadas como inadmissíveis. Estes crimes são conhecidos coletivamente como os Homicídios de Família; os polícias acreditavam que um grupo de 4 pessoas e cerca de 8 associados estavam envolvidos nas mortes. Os testemunhos dados durante o julgamento de von Einem alegou que ele estava envolvido tanto no desparecimento das crianças Beaumont como no rapto de Joanne Ratcliffe e Kirste Gordon.

## Suspeitos iniciais

### Bevan Spencer von Einem
As investigações levaram a polícia ao contabilista de 37 anos, Bevan Spencer von Einem, que tinha 21 anos no ano em que as crianças Beaumont desapareceram. As testemunhas começaram a chegar, muitas dizendo ter medo pelas suas vidas e falando de uma sociedade secreta importante sediada em Adelaide de homens profissionais que perseguiam jovens rapazes e raparigas, drogando-os, violando-os e por vezes matavam-nas. Von Einem foi acusado apenas pelo homicídio de Richard Kelvin.
Uma das testemunhas, identificada apenas como "Sr B", dado como muito credível pela polícia, relatou uma alegada conversa no qual von Einem se gabava de ter levado três crianças de uma praia vários anos antes, e disse que as levou para casa para conduzir experiências. Ele disse que tinha feito uma "brilhante cirurgia" numa delas, e tinha "ligado-as". Uma das crianças tinha morrido durante a cirurgia e por isso matou as outras duas, largando os seus corpos numa zona de arbustos a Sul de Adelaide. A polícia não tinha considerado a ligação de von Einem às crianças Beaumont, mas de alguma forma ele coincidia com as descrições e rascunhos da polícia de 1966.
Para além disso, é conhecido por frequentar a praia para espiar os balneários, e era preocupado com as crianças. A referência a experimentações cirúrgicas que ele tinha feito a Mr. B também correspondia aos relatórios do investigador em vários homicídios de jovens. Von Einem também disse à testemunha que tinha levado duas raparigas de Adelaide Oval durante um jogo de futebol. Ele disse que as matou mas, não elaborou. Von Einem recebeu prisão perpétua pelo homicídio de Richard Kelvin, e assume-se que esteve envolvido nas mortes dos outros jovens. Nunca foram acusados outros cúmplices.  Ele recusou-se a cooperar com os investigadores sobre a possibilidade de ligação a outros crimes.
Os casos das crianças Beaumont e de Joanne Ratcliffe e Kirste Gordon permanecem oficialmente abertos. Contudo, Von Einem coincide com os desenhos da polícia do suspeito em ambos os casos e, em 1989, ele foi identificado como suspeito num relatório confidencial da polícia.
Em 11 de Agosto de 2007, foi reportado que a polícia estava a examinar montagens de um arquivo do canal de notícias ''Channel 7'' na busca de gravações que mostravam um jovem homem parecido com von Einem entre as pessoas que procuravam. O relatório disse que a polícia pedia informação para estabelecer a identidade do homem. Ele nunca foi eliminado como suspeito.
Os argumentos contra o seu envolvimento no desaparecimento das crianças Beaumont era que ele era mais novo que o suspeito visto com as crianças em 1966 (o suspeito foi relatado como tendo mais de 30 anos, e Von Einem tinha 20 ou 21 na altura). Para além disso as vítimas pelo qual Von Einem é condenado e suspeito de ter matado estavam numa diferente demografia que as crianças Beaumont e as crianças que foram raptadas no estádio de Adelaide.

### Arthur Stanley Brown
Outro suspeito foi nomeado em 1998 e chamava-se Arthur Stanley Brown. Na altura com 86 anos, foi acusado dos homicídios das irmãs Judith (7 anos) e Susan (5 anos) Mackay em Townsville, Queensland. Elas desapareceram enquanto iam para a escola no dia 26 de Agosto de 1970, e os seus corpos foram encontrados alguns dias depois num caminho de pedras. Ambas as raparigas foram estranguladas. O julgamento de Brown em Julho de 2000 foi adiado depois do seu advogado ter recorrido a um veredicto da secção 613 (inadequado para julgamento) do júri. Ele nunca foi julgado novamente porque sofria de demência e Alzheimer. Brown morreu em 2002.
Juntamente com Von Einem, ele é considerado o melhor suspeito pelo rapto das crianças Beaumont porque tinha uma semelhança com o retrato do suspeito de ambos os casos de Adelaide e as crianças Beaumont. Uma busca por uma ligação com os Beaumont foi sem sucesso porque não existiam registros de empregos que mostrassem os seus movimentos na altura. Alguns dos registros acredita-se terem sido perdidos na inundação de Birsbane de 1974 e também é possível que Brown, que não tinha acesso restrito aos edifícios do governo, possa ter apagado os seus próprios ficheiros. Brown é considerado suspeito do desaparecimento das crianças Beaumont, baseado nas ligações feitas entre ele e o rapto de Adelaide.
Apesar de não existir provas de ele alguma vez ter visitado Adelaide, uma testemunha lembra-se de ter uma conversa com Brown onde ele mencionava ter visto o Centro de Festivais de Adelaide perto de estar completo, o que o coloca em Adelaide em Junho de 1973. O rapto do estádio ocorreu no dia 25 de Agosto de 1973. Contudo, não foram encontradas provas que ligassem Brown a Adelaide em 1966 quando as crianças Beaumont foram raptadas. Outra testemunha que reportou ter visto um homem perto do estádio a levar uma jovem rapariga enquanto outra rapariga mais velha aflita o seguia, mais tarde identificou Brown como o homem que tinha visto depois de ter visto a imagem na televisão em Dezembro de 1998 em relação aos homicídios MacKay. A mulher que identificou Brown como o raptor viu-o pela primeira vez - apenas por um minuto - quando tinha 14 anos, e depois identificou-o como Brown 25 anos depois quando o viu na televisão com 86 anos. A aparência de Brown, de facto, pouco tinha mudado, e continuava bastante reconhecível como a mesma pessoa comparada a fotografias de 30 anos antes, o que foi um fator em identificá-lo como coincidente com o desenho do suspeito dos raptos de Beaumont e Adelaide. Adicionalmente, ela tinha dito que o homem usava um par de óculos de massa e Brown é conhecido por usar esse tipo de óculos o que a polícia considerou ser outro ponto de identificação. Brown estava, contudo, nos seus 50 anos na altura do desaparecimento das crianças Beaumont, o que não coincide com a descrição do suspeito visto com as crianças, que foi dito estar por volta dos seus 30 anos.

### James Ryan O'Neill
No início dos anos 70, James O'Neill, que estava em prisão perpétua em 1975 pelo homicídio de uma criança de 9 anos na Tasmânia, disse a um proprietário da estação em Kimberley e a vários outros colegas que era responsável pelo desaparecimento das crianças Beaumont. Em 2006, O'Neill perdeu uma ordem formal no Supremo Tribunal da Austrália para parar a transmissão do documentário ''Os Pescadores'' que tentava ligar O'Neill às crianças Beaumont. O documentário estreou na Austrália, no dia 26 de Outubro de 2006 na ABC.
O anterior detetive vitoriano Gordon Davie passou 3 anos a falar com O'Neill para ganhar a sua confiança antes de o filmar para o documentário. O Sr Davie disse que apesar de não existirem provas que ligasse O'Neill ao desaparecimento das crianças Beaumont, ele tentou persuadir O'Neill a assumir a culpa. "Eu perguntei-lhe sobre os Beaumont e ele disse: 'Eu não o poderia ter feito. Eu estava em Melbourne na altura'. Isso não é uma negação". Mais tarde, questionado novamente sobre a morte das crianças, ele respondeu "Olhem, por conselhos legais eu não vou dizer onde estava nem quando estive lá". Apesar das declarações de O'Neill de nunca ter estado em Adelaide, o seu trabalho na indústria da opala na altura precisava que ele visitasse com frequência Coober Pedy e as estradas para viajar de Melbourne para Coober Pedy passavam por Adelaide. Davie também suspeitou que O'Neill estivesse envolvido no desaparecimento de Joanne Ratcliffe e Kirste Gordon em 1973. A polícia do Sul da Austrália tinha entrevistado O'Neill e excluído-o como suspeito no caso Beaumont.

### Derek Ernest Percy
Em 22 de Abril de 2007, um relatório no The Age sugeria que as crianças Beaumont tinham sido mortas por Derek Percy, na altura prisioneiro de Victoria. Percy esteve na prisão até à sua morte em 2013, depois de ter sido dado como inocente por insanidade pelo homicídio de Yvonne Tuohy em 1969. The Age alegava que as provas acumuladas pelos investigadores de casos arquivados indicavam que ele era um suspeito provável por um número de homicídios de crianças por resolver, incluindo as crianças Beaumont. A sua declaração de insanidade no homicídio de Tuohy foi em parte baseada no seu sofrimento de uma condição psicológica que podia preveni-lo de se lembrar dos detalhes das suas ações. Era suposto que indicasse que talvez tivesse morto as crianças Beaumont, uma vez que estava na zona na altura, mas ele não tinha recordação de o ter feito. No dia 30 de Agosto de 2007, a polícia victoriana conseguiu uma permissão para questionar Derek Percy em relação ao desaparecimento das crianças Beaumont.
Em 1966, Percy tinha 17 anos e por isso parecia muito jovem para ser o homem visto com as crianças Beaumont por várias testemunhas. Também não se sabe se Percy tinha um carro na altura, enquanto que presumia-se que o suspeito das crianças Beaumont tinha acesso a um para facilitar uma fuga rápida e também para se livrar dos corpos das crianças mais tarde.